# Симич, Марко
Ма́рко Си́мич (черног. Марко Симић / Marko Simić; род. 16 июня 1987, Белград) — черногорский футболист, защитник клуба «Сутьеска». Выступал в национальной сборной Черногории.

## Карьера

### Клубная
Воспитанник футбольной школы белградского «Партизана», в которой занимался с пяти лет.
С середины 2008 года выступал за клуб «Гонвед», но провёл за команду лишь три матча в чемпионате. В июне 2009 года «Гонвед» по обоюдному согласию разорвал контракт с Марко.
В БАТЭ — с января 2011 года. Участник Лиги Европы 2010/11 и Лиги чемпионов сезонов 2011/12 (забил 2 гола в двухматчевом противостоянии с клубом «Штурм» — матчи плей-офф) и 2012/13. Включался БФФ в список 22 лучших футболистов чемпионата Беларуси 2011.
17 января 2013 года подписал контракт с клубом элитного турецкого дивизиона «Кайсериспор». Сумма трансфера составила 1 миллион евро. Дебютировал за «Кайсериспор» 27 января в домашнем в матче против «Антальяспор», игра завершилась победой хозяев 2:0. В июле 2016 перешёл в израильский «Хапоэль» Тель-Авив, провёл 6 матчей.
В феврале 2017 стал свободным агентом, 14 марта подписал контракт с «Ростовом» и провел 7 матчей.
В июне 2017 года подписал контракт с ташкентским клубом «Пахтакор» на 2,5 года, который вступает в силу с 1 июля.

### В сборной
Успехи на евроарене БАТЭ в 2011 году и отличная игра защитника, позволили Симичу получить вызов в национальную сборную Сербии на отборочные матчи Евро 2012 против сборной Италии и сборной Словении, однако защитник остался в запасе на эти игры и так не дебютировал за национальную сборную.
В августе 2013 был вызван в состав сборной Черногории. Дебютировал за сборную 14 августа 2013 года в товарищеском матче со сборной Беларуси.

## Достижения

### Командные
БАТЭ
- Чемпион Беларуси (2): 2011, 2012
- Обладатель Суперкубка Беларуси: 2011

### Личные
- Лучший защитник чемпионата Беларуси: 2011

## Личная жизнь
Женат. 14 марта 2011 года родился сын.